# 1903
Прекрасна епоха • Промислова революція •  Колоніальні імперії •  Національно-визвольні рухи • Робітничий рух

## Геополітична ситуація
У Російській імперії царює імператор Микола II (до 1917). Росії належить більша частина України, значна частина Польщі, Бессарабія, Закавказзя, Фінляндія, Бухарське ханство, Хівинське ханство. Україну розділено між двома державами — Королівство Галичини та Володимирії належить Австро-Угорщині, Правобережжя, Лівобережжя та Крим — Російській імперії.
В Османській імперії править султан Абдул-Гамід II (до 1909). Під владою османів перебувають Близький Схід, Середземноморське узбережжя Північної Африки частина Балкан, автономна Болгарія.
В Австро-Угорщині володарює Франц-Йосиф I (до 1916). Імперія охоплює, крім австрійських та угорських земель, Хорватію, Трансильванію, Богемію та Галичину. В Німецькій імперії править Вільгельм II (до 1918). Імперія має колонії в Африці та в Тихому океані.
Третя французька республіка має колонії в Алжирі, Карибському басейні, Південній Америці в Індокитаї. Королівство Іспанія очолює Альфонс XIII (до 1931). У Португалії править Карлуш I (до 1908). Португалія має володіння в Африці, Індії, Індійському океані й Індонезії.
У Великій Британії править Едуард VII (до 1910). Британська імперія має колонії в Північній Америці, на Карибах, в Африці, в Тихоокеанії та в Індостані. Королівство Нідерланди очолює королева Вільгельміна (до 1948). Король Данії та Норвегії — Кристіан IX (до 1906), Оскар II сидить на шведському троні (до 1907), на троні Королівства Італія сидить Віктор-Емануїл III (до 1943).
Посаду президента США утримує за собою Теодор Рузвельт. Територію на півночі північноамериканського континенту займає Канадська конфедерація (домініон Великої Британії), територія на півдні континенту належить Мексиці.
В Ірані при владі Каджари. Владу над Індостаном та Бірмою утримує Британська корона, над В'єтнамом, Лаосом і Камбоджею — Франція. У Сіамі править династія Чакрі. У Китаї володарює Династія Цін. У Японії триває період Мейдзі. Корейський півострів займає Корейська імперія.

## Події

### В Україні
- 18 листопада за наказом імператора Жмеринці надано статус міста.
- У Полтаві відкрився пам'ятник Івану Котляревському.
- У Відні почав виходити місячник «Ukrainische Rundschau».
- У Коломиї почала працювати «Українська Накладня».

### У світовій політиці
- 13 лютого завдяки посередництву США закінчилася Венесуельська криза.
- 23 лютого Куба віддала затоку Гуантанамо США у вічну оренду.
- 5 березня Отоманська імперія та Німеччина домовились про спорудження Багдадської залізниці.
- 19—21 квітня відбувся перший кишинівський погром.
- 4 травня у сутичці з турецькими військами загинув македонський борець з османським ярмом Гоце Делчев.
- 11 червня від руки вбивці з Чорної руки загнули король Сербії Александр Обренович та його дружина Драга.
- 7 липня Британія підкорила халіфат Сокото.
- 2 серпня у Македонії та Адріанополі спалахнуло Ілінденсько-преображенське повстання.
  - 3 серпня проголошено Крушевську республіку.
- 4 серпня Пій X змінив Лева XIII на святому престолі.
- 3 листопада Панама відокремилася від Колумбії.
- 17 листопада РСДРП розпалася на фракції більшовиків та меншовиків.
- 18 листопада підписано Договір Хея — Бюно-Варильї, за яким Панама віддала США у вічну оренду зону Панамського каналу.

### У суспільному житті
- Засновано
  - Німецький музей у Берліні.
  - Ford Motor Company у США.
  - Жіночий соціально-політичний союз у Сполученому Королівстві.
  - Компанію з виробництва мотоциклів Harley-Davidson у США.
  - Газету South China Morning Post у Гонконгу.
- 17 грудня американець  Орвілл Райт здійснив перший зареєстрований у світі політ літаком з бензиновим двигуном. Політ тривав 12 секунд.
- Компанія Crayola випустила свій перший набір кольорових олівців.
- В Індії відкрився готель Taj Mahal Palace & Tower.

#### Нобелівські премії
- з фізики — Антуан Анрі Беккерель «У знак визнання його видатних заслуг, що виявилися у відкритті спонтанної радіоактивності», Марія Кюрі та П'єр Кюрі «За видатні заслуги в спільних дослідженнях явищ радіації»
- з хімії — Сванте Август Арреніус «Як факт визнання особливого значення теорії електролітичної дисоціації для розвитку хімії»
- з медицини та фізіології — Нільс Рюберг Фінзен «На знак визнання його заслуг у лікуванні хвороб — особливо вовчака…»
- з літератури — Б'єрнстьєрне Б'єрнсон, норвезький письменник
- премія миру — Рандал Вільям Крімер, як секретар Міжнародної арбітражної ліги та член британського парламенту

### У науці
- Винайдено
  - ртутну лампу.
  - хроматографію.
  - багатошарове скло.
- Вільям Крукс сконструював перший сцинтиляційний лічильник.
- Віллем Ейнтговен започаткував електрокардіографію.
- Запатентовано автомобільний склоочисник.

### У мистецтві
- Почалася публікація роману Джека Лондона «Поклик предків».
- Брем Стокер надрукував роман «Скарб семи зірок».
- Ріхард Штраус скомпонував «Домашню симфонію».
- Айседора Дункан створила вільний танець.
- Жорж Мельєс зняв фільм «Королівство фей».

### У спорті
- Засновано
  - футбольні клуби Расінг (Авельянеда) в Аргентині, Греміо (Порту-Алегрі) у Бразилії, Бешикташ у Туреччині, Атлетіко (Мадрид) в Іспанії.
  - бейсбольний клуб Нью-Йорк Янкіз.
- Локомотив (Лейпциг) виграв перший чемпіонат Німеччини з футболу.
- Першу світову серію з бейсболу виграла команда Бостонські американці.
- Моріс Гарен виграв перший Тур де Франс.

### Аварії й катастрофи
- 7 червня французький пароплав Лібан (Liban) затонув біля Марселя, після зіткнення з пароплавом l'Insulaire. На борту було 220 пасажирів, 120 загинуло.

## Народились
Дивись також Категорія:Народились 1903
- 2 січня — Кане Танака, японська супердовгожителька.
- 12 січня — Курчатов Ігор Васильович, радянський фізик-ядерник.
- 13 лютого — Жорж Сіменон, французький письменник.
- 18 лютого — Підгорний Микола Вікторович, український державний і політичний діяч, перший секретар ЦК Компартії України.
- 5 березня — Забіла Наталя Львівна, українська письменниця, поетеса, перекладач.
- 10 березня — Бікс Бейдербек, американський джазовий тромбоніст і композитор.
- 12 квітня — Ян Тінберґен, голландський економіст.
- 18 квітня — Титаренко Надія Калістратівна, українська актриса.
- 2 травня — Бінг Кросбі, американський співак.
- 2 травня — Бенджамін Спок, американський лікар-педіатр.
- 8 травня — Фернандель, французький комедійний актор.
- 29 травня — Боб Хоуп, американський комедійний актор.
- 4 червня — Євген Олександрович Мравінський, російський диригент, народний артист СРСР, лауреат Сталінської та Ленінської премій.
- 6 червня — Хачатурян Арам Ілліч, російський композитор.
- 22 червня — Джон Діллінджер, знаменитий американський грабіжник.
- 25 червня — Оруелл Джордж, англійський письменник (пом. 1950).
- 26 червня — Сент-Луїс Джиммі Оден (справжнє ім'я Джеймс Берк Оден), американський блюзовий співак і автор пісень (пом. 1977)
- 11 липня — Абель Рудольф Іванович, радянський шпигун.
- 14 липня — Ірвінг Стоун, американський письменник.
- 5 серпня — Гмиря Борис Романович, український оперний співак.
- 6 серпня — Фатальчук Володимир Дмитрович, український художник.
- 16 серпня — Абрамчик Микола Семенович, білоруський публіцист, голова Ради БНР.
- 7 серпня — Луїс Лікі, англійський антрополог і археолог.
- 9 вересня   Шанковський Лев, український економіст, журналіст, військовий історик-дослідник.
- 4 жовтня — Ернст Кальтенбруннер, австрійський нацист.
- 6 жовтня — Ернест Томас Синтон Волтон, ірландський фізик-ядерник.
- 22 жовтня — Джордж Веллс Бідл, американський генетик.
- 28 жовтня — Івлін Во, англійський письменник.
- 7 листопада — Конрад Лоренц, австрійський зоолог.
- 3 грудня — Джон Ньюмен, американський математик угорського походження.
- 6 грудня — Микола Колесса, композитор, видатний український митець, педагог.
- 13 грудня — Катаєв Євген Петрович, російський письменник.
- 28 грудня — Калатозов Михайло Костянтинович, російський кінорежисер.
- 28 грудня — Джон фон Нейман, американський математик угорського походження.

## Померли
Див. також Категорія:Померли 1903
- 1 лютого — Джордж Габріель Стокс, ірландський математик і фізик.